# Kaya (artist)
Kaya (迦夜), född 17 juli 1980, är en japansk artist, som tidigare var medlem i duon Schwarz Stein, tillsammans med Hora. Båda har nu gått solo, och Kaya släppte sin första singel Kaleidoscope, producerad av Kalm (som tidigare var med i Velvet Eden), i juli 2006. I april 2008 släppte han, efter att nyligen ha skrivit kontrakt med ett stort skivbolag, sin första singel "Chocolat".

## Diskografi

### Album
- GLITTER (2006-12-27)
- GLITTER - Best of indies (2008-08-20)

### Mini-Album
- 百鬼夜行 (HYAKKI YAGYOU) (2007-07-11) Mini-album

### Singlar
- Kaleidoscope (2006-06-28)
- Masquerade (2006-09-06)
- 桜花繚乱 (OKA RYORAN) (2007-04-04)
- Carmilla (2007-10-31)
- ショコラ (Chocolat) (2008-04-23)